# JS Murasame (DD-101)
JS Murasame (むらさめ)  là tàu chiến đầu tiên được sản xuất của Tàu khu trục lớp Murasame thuộc Lực lượng Phòng vệ trên biển Nhật Bản (JMSDF).
JS Murasame được thực hiện theo Kế hoạch Bảo vệ Trung hạn năm 1991, và được đóng bởi nhà máy đóng tàu IHI tại Tokyo. Tàu được đặt lườm vào ngày 18 tháng 8 năm 1993, hạ thủy vào ngày 23 tháng 8 năm 1994. Tàu được đưa vào phục vụ vào ngày 12 tháng 3 năm 1996. và ban đầu được biên chế cho Hải đội hộ vệ số 2 có căn cứ tại Yokosuka.

## Phục vụ
"Murasame" là một tàu đã tham gia trong các năm 1998, 2000 và 2003 của cuộc tập trận hải quân Vành đai Thái Bình Dương (RIMPAC). Vào ngày 13 tháng 10 năm 2002, tàu cũng là tàu chính trong cuộc duyệt binh hải quân quốc tế kỷ niệm 50 năm thành lập Lực lượng Phòng vệ Hàng hải Nhật Bản.
"Murasame" được gửi vào ngày 16 tháng 2 năm 2004, cùng với việc vận chuyển "Osumi", như một phần của lực lượng Khôi phục và Hỗ trợ Nhật Bản tại Iraq
Vào năm 2005, Murasame đã tham gia vào cuộc duyệt binh hải quân quốc tế kỷ niệm 200 năm Trận Trafalgar.
Vào ngày 24 tháng 1 năm 2008, cùng với tàu tiếp dầu Oume, Murasame đã được gửi đến Ấn Độ Dương cung cấp hỗ trợ tiếp nhiên liệu và hậu cần cho các lực lượng Đồng minh trong Chiến dịch Tự do Bền vững. Tàu đến địa điểm vào ngày 21 tháng 2 và trở lại Yokosuka vào ngày 4 tháng Sáu.
Vào ngày 10 tháng 5 năm 2010, Murasame, cùng với tàu khu trục Yugiri đã được gửi đến bờ biển của Somalia tham gia vào chiến dịch chống cướp biển Somalia. Từ ngày 5 tháng 6 đến ngày 16 tháng 9, tàu đã thực hiện 34 đợt tấn công, và trở lại Nhật Bản vào ngày 15 tháng 10 năm 2010.
Vào ngày 21 tháng 1 năm 2012, "Murasame" đã được gửi đến Aden, Yemen cùng với tàu cùng lớp Harusame, để tiếp tục các hoạt động hộ tống và chống cướp biển ngoài khơi bờ biển Somalia. Bối cảnh cho việc triển khai mở rộng ra khỏi vùng Sừng Châu Phi, là "Luật về Trừng phạt các hành vi cướp biển và các biện pháp chống lại hành vi cướp biển" (Luật chống cướp biển).
Tàu đã hoàn thành 188 phi vụ, bao gồm một số hoạt động tham gia với Hải quân Ấn Độ và quay trở lại Yokosuka vào ngày 5 tháng 7 năm 2012. Tàu vẫn đang được chỉ định vào biên chế Hải đội hộ vệ số 1.